# Долина любви (фильм, 2015)
«Долина любви» (фр. Valley of Love) — французская кинодрама 2015 года, поставленная режиссёром Гийомом Никлу. Главные роли исполнили Жерар Депардьё и Изабель Юппер. Премьера ленты состоялась 22 мая 2015 на 68-м Каннском кинофестивале, где фильм претендовал на Золотую пальмовую ветвь. Фильм был номинирован в 3-х категориях на получение кинопремии «Сезар» в 2016 году.

## Сюжет
Изабель и Жерар собираются на странную встречу в калифорнийской Долине Смерти. До этого они годами не виделись, но теперь откликнулись на приглашение их сына-фотографа, которое они получили после его самоубийства шесть месяцев назад. Несмотря на абсурдность ситуации, они решают всё же следовать плану, который придумал их сын Микаэль.

## В ролях
| Актёр          | Роль               |
| -------------- | ------------------ |
| Жерар Депардьё | Жерар              |
| Изабель Юппер  | Изабель            |
| Дэн Уорнер     | Поль               |
| Аурелия Тьерри | Катрин             |
| Дайонн Хоул    | старенькая госпожа |